# Lo straordinario Natale di Zoey
Lo straordinario Natale di Zoey (Zoey's Extraordinary Christmas) è un film TV diretto da Richard Shepard.
Il film è andato in onda negli Stati Uniti il 1º dicembre 2021 sul canale NBC, a conclusione della serie TV Lo straordinario mondo di Zoey. In Italia, è stato distribuito su RaiPlay dal 24 dicembre 2021.